# Nikolai Klenovsky
Nikolai Semenovich Klenovsky (en russe : Николай Семёнович Кленовский) était un chef d'orchestre, compositeur et professeur russe, né le 4 décembre 1853 à Odessa et décédé le 13 juin 1915à Pétrograd.

## Biographie
Il entre en 1873 au Conservatoire de Moscou et étudie tout d'abord le violon avec Jan Hřímalý, puis la composition avec Piotr Ilitch Tchaïkovski et Nikolaï Albertovitch Hubert. Il est ensuite l'assistant de Nikolai Rubinstein dans la direction de l'orchestre des étudiants. Il dirige d'ailleurs l'opéra Eugène Onéguine, qui a vu le jour pour la première fois sur la scène du conservatoire en 1879.
La même année, Nikolai Klenovsky est diplômé du Conservatoire de Moscou en théorie spéciale avec un diplôme et une médaille d'or et travaille ensuite pendant deux ans comme chef d'orchestre de compagnies d'opéra provinciales, se produisant dans de nombreuses villes russes. Puis il organise la Société musicale et dramatique de Kaluga et, en 1883, il entre au Théâtre impérial de Moscou. Ici, il dirige des opéras et compose de la musique pour des ballets et des représentations dramatiques. En 1885, le premier ballet de Klenovsky, « Les délices du haschich », est monté sur la scène du Théâtre impérial du Bolchoï de Moscou. La production a été un grand succès et n'a pas quitté la scène théâtrale pendant longtemps. Un an plus tard, la première d'un autre ballet du compositeur « Svetlana » y a lieu. Une fois de plus, la production a été un succès. Cette période a été marquée dans la vie de Klenovsky par d'importantes réalisations créatives. A cette époque, de merveilleuses représentations dramatiques étaient présentées sur la scène du Théâtre Impérial Maly : « Messaline », « Antoine et Cléopâtre », « La Pucelle d'Orléans » et bien d'autres. Et la musique de toutes ces représentations fut composée par Klenovsky.
Depuis ses études au conservatoire, il s'intéressait à l'ethnographie musicale, il fut alors le premier à avoir l'expérience d'harmoniser des chansons folkloriques russes sur la base de la combinaison d'échos. Continuant à travailler dans cette direction, Klenovsky harmonise la première version de chansons folkloriques russes rassemblées par Yuri Melgounov. Puis il écrit « Le premier concerto ethnographique russe » pour solistes, chœur et orchestre. Cette œuvre est créée pour la première fois début mars 1893 dans la salle de la Noble Assemblée de Moscou. Les chants folkloriques des Slaves et d'autres peuples de Russie, interprétés à cette époque dans des chorales et des solos accompagnés d'un orchestre, provoquèrent une tempête d'applaudissements et connurent un succès exceptionnel. Et la Société des amoureux d'anthropologie, d'histoire naturelle et d'ethnographie de l'Université de Moscou l'ont ensuite élu comme membre à part entière.
Parallèlement, Klenovsky crée le poème symphonique « Mirages » pour orchestre. Il est joué pour la première fois lors de l'un des concerts symphoniques russes à Saint-Pétersbourg.
Le compositeur accorda une grande attention à la musique arménienne et géorgienne. Il composa « Liturgie géorgienne, chant géorgien-kakhétie pour chœur mixte » et organisa des concerts avec un orchestre de musique folklorique géorgienne à Moscou et dans les villes du Caucase.
En 1894, Klenovsky s'installe à Tiflis, où il occupe le poste de directeur de l'école de musique de la branche de Tiflis de la Société musicale russe. Ici, il dirige de nombreux concerts symphoniques de la Société, étudie et arrange des chansons folkloriques géorgiennes et écrit plusieurs œuvres pour piano et chorales. Parmi ses principaux étudiants Vladimir Rebikov, Zakaria Paliachvili et Armen Tigranyan .
En février 1902, Klenovsky quitte la Géorgie  à l'occasion de sa nomination à la Chapelle Impériale de la cour de Saint-Pétersbourg en tant que chef des classes instrumentales.